# 松尾明美
松尾 明美（まつお あけみ、1918年9月15日 - 2013年8月5日）は、日本のバレエダンサー・振付家、バレエ指導者である。松竹歌劇団、日劇ダンシングチームなどに在籍した後、日本初の全幕バレエ『白鳥の湖』初演でオデット＝オディール役を貝谷八百子とのダブルキャストで踊るなど、日本バレエ界で活躍を続けた。夫は、詩人川路柳虹の息子でバレエ演出家の川路 明（かわじ あきら、1925年 - 1995年）。

## 経歴
本名は松尾 花子といい、1918年9月に渋谷区で生まれた。父親の仕事の関係で4歳のときに松山市に移った。本人は学校の勉強に興味はなかったというが、スポーツや運動は大好きで、四国の自然の中で兄たちと野山を駆け巡り、川遊びを楽しみ、小学校には1里の山道を歩んで通う生活を続け、体が鍛えられた。10歳のときに父を亡くし、亡父の故郷である岡山に母と5人の兄弟とともに引っ越したが、松尾の母は東京育ちだったため岡山の暮らしになじめず、何回か引っ越しをした末に1931年に東京に戻った。
東京に戻った後、大妻学院の夜学に入学した。母は勉強よりも体を動かすことが好きな彼女の性格などを考慮し、1933年に開校したばかりの松竹少女歌劇学校の受験を勧めた。当時の松竹少女歌劇は、「ターキー」の愛称で親しまれた水の江瀧子が国民的スターとして活躍する全盛期であったが、松尾は松竹歌劇団の舞台は観たこともなかった。松竹少女歌劇学校の入学試験は、定員50人の生徒募集に対して2000人もの応募者があり、建物の外まで応募者の列ができるほどであった。松尾はこの受験の時までダンスの経験はなかったが、400倍の競争率を突破して合格を果たし、夜学は半年足らずで退学した。
松竹少女歌劇学校では2年間、ラインダンスやタップ、演技や楽典などを学んだ。ただし、ラインダンスは退屈で嫌いだったため、レッスンに身が入らず成績は振るわなかった。成績の良い生徒には舞台出演のチャンスが与えられたが、成績が悪いと舞台に出してもらえないため、居残り組になっていた。
落ちこぼれ気味だった松尾に転機が訪れたのは、松竹少女歌劇学校に1人の舞踊教師の男性がやってきて教え始めたときであった。その教師の名は東勇作といい、エリアナ・パヴロワの門下でクラシックバレエを学んでいた人物だった。東は、「益田トリオ」でメンバーを組んでいた益田隆が松竹で教師を務めていた関係で、松竹少女歌劇学校で生徒たちを教えることになったのだった。東の教えるダンスは、今まで松尾が習っていたものとは全く違っていた。後に研究熱心でテクニシャンと評された東の見せるダンスによって、松尾はクラシックバレエのダイナミズムに開眼し、バレエに魅せられた。東も松尾を気に入り、単独でレッスンを受けさせることもあった。
松竹少女歌劇学校を卒業した後は東の紹介で浅草の常盤座に入り、他にもいろいろな劇場に出演し、公演旅行やレビュー出演など多忙な日々を過ごしていた。仲間と銀座を歩いているとき、たまたま東と再会した。当時日劇がバレエ・ダンシング・チーム作りを進めていたため、東は松尾に日劇入りを勧めた。ジャズダンスよりもバレエに惹かれていた松尾に異存があるはずはなく、東の勧めを受け入れて日劇に入団することになった。
日劇ではバレエ・チームの1期生となり、同期には三橋蓮子や松山樹子がいた。日劇バレエ・チームで指導にあたったのは、ロシア人バレリーナのオリガ・サファイアだった。ロシア・バレエの正式な教育を受け、純粋なクラシック・バレエの技法を身につけたサファイアの稽古は素晴らしかったと、後年松尾は回想している。日劇の舞台では、『白鳥の湖』の『4羽の白鳥の踊り』などを踊った。バレエ・チーム所属のダンサーでも時々ラインダンスのメンバーとして出演することがあったが、松尾は他のメンバーと揃えて踊ることができず、バレエでも他の人と揃わないと言われてよく叱られていた。約2年の間日劇に在籍した後、1940年に東が初台に稽古場を開いたのを機に日劇を辞め、東勇作バレエ団の結成メンバーとなった。このとき、同期の松山も日劇を辞めて東勇作バレエ団に参加している。
バレエダンサーとして実力をつけた松尾は、東勇作バレエ団のプリマバレリーナとして活躍を始めた。東は『愛の夢』、『秋の木の葉』、『シルフィード』など振付作品を次々と発表し、松尾は東の相手役としてパ・ド・ドゥを踊った。厳しかった東と踊ることは松尾にとって大きなプレッシャーだったが、幸いにして好評を博した。後に松尾は、「あの感激は生涯忘れることはできません」と述懐している。
東勇作バレエ団とともに満州まで公演旅行に行くなどの活動を続けたが、太平洋戦争の開戦と戦局の悪化などで世相は厳しさを増していった。当時、松尾の隣に住んでいたのは憲兵で、西洋舞踊はけしからんと「踊っているひまがあったら工場へ行け」と抗議されたという。やがて東に召集令状が来て出征していった。松尾は神田の自宅から戦災で焼け出されてしまったため、東の稽古場の留守番役を務めた。松山などの東京に居残っていた5、6人の団員たちとともに細々と軍隊や軍事工場などへの慰問公演を続け、食べ物などには困らなかった。その後、音楽・舞踊評論家の蘆原英了夫妻が焼け出されたことを聞き、東の稽古場に呼び寄せた。この時期、フランスの舞踊や演劇に造詣の深い蘆原から、バレエやパリについての様々な知識を得た。
第2次世界大戦の終戦後、応召していた東たちが復員してきて日本バレエ界は新たな時代を迎えた。1946年8月、服部・島田バレエ団、東勇作バレエ団、貝谷八百子バレエ団の3団体が合同で東京バレエ団を結成して『白鳥の湖』全幕公演を行うことになり、松尾は主役のオデット＝オディール役を貝谷八百子とのダブルキャストで務めることになった。相手役のジークフリート王子は、東が島田廣（貝谷の相手役を務めた）とのダブルキャストで務めた。あがり症の松尾は、8月の酷暑の中最後まで踊りきれるか心配だったが、無事に舞台を勤め上げた。表現力に優れた貝谷と、日本人として初めて32回のフェッテを披露するなど舞踊の技巧に秀でた松尾は好対照で、それぞれの美点を発揮した。『白鳥の湖』公演は好評を持って迎えられ、当初8月9日初日、8月25日までの予定だったものが8月30日まで上演された。同年10月の『ジゼル幻想』などでも主役を務めたが、やがて東のもとを離れて独立することになった
。慶應義塾大学内にバレエ研究会を設立し、蘆原らの推薦で教えに行ったり、松山樹子と一緒に約1年の間地方公演を行ったりして、これから進むべき道を模索した。1952年、松尾明美バレエ団を設立し、日比谷公会堂でアドルフ・アダン作曲の『ジゼル』を日本初演してタイトルロールを務めた。
1953年、オリガ・サファイアの引退公演のために、サファイアの教えを受けた者がそれぞれ作品を発表した。松尾はバルトーク・ベーラの曲を使って『旋律』を振り付け、自ら主演した。松尾は、踊ること以外に振付に挑戦し始めた。若手の芸術家集団「デモクラート美術家協会」と交流し『旋律』の美術を靉嘔に依頼するなど、前衛芸術に接近し始めた。この頃から松尾の胸中には、前衛的な創作を試みたいとの気持ちが芽生えてきた。
武満徹、黛敏郎、芥川也寸志などと仕事をし、後に夫となる川路明と出会ったのもこの時期だった。本放送が開始されて間もないころのテレビ放送では、川路とともに仕事をし、1955年には六本木の俳優座劇場で「バレエ実験劇場」と題する公演を開催した。川路が演出を手がけ、武満、黛、芥川が音楽を担当した。『未来のイヴ』という作品では、黛と武満が曲を書き、「実験工房」の北代省三がモビールを使った舞台装置を発案した。その頃はヨーロッパでもモーリス・ベジャールがミュージック・コンクレートを自らの振付作品に取り入れていた時期であり、松尾の創作バレエ公演を観に来るのはバレエファンではなく前衛芸術の関係者ばかりであった。前衛以外でも、俳優座と組んで『白鳥の湖』、『コッペリア』などを上演した。1960年に日本初演した『ラ・フィユ・マル・ガルデ』は蘆原を始めとする批評家や観客にも大好評で、松尾自身のお気に入りの作品であった。
松尾明美バレエ団での最後の公演は、『かぐや姫』（1963年）だった。その後は後進の指導に専念するとともに、画家としての活動を始め、二科展やサロン・ドートンヌなどへの入賞経験を持っている。1975年頃、六本木にあったスタジオを引き払い、川崎市高津区にスタジオ付のビルを建ててそこを本拠地とした。公私ともにパートナーであった川路は、1995年に死去した。川路の死去後、キャンバスに向かう時間は減ったが後進の指導は続け、日本バレエ協会では、委員や相談役などの役職を務めた。
2013年8月5日、心不全のため神奈川県川崎市の病院で死去。94歳没。
没後、関係者によってうらわまこと著・編,「私たちの松尾明美」,文園社,2015が刊行された。